# Дюкан, Пьер
Пьер Дюка́н (фр. Pierre Dukan; род. 8 июля 1941, Алжир) — французский диетолог, автор книги-бестселлера «Я не умею худеть» и разработчик Диеты Дюкана.

## Биография
Родился 8 июля 1941 года в Алжире, в семье владельца небольшой текстильной мастерской. После окончания Второй мировой войны семья переехала в Париж. После окончания средней школы Пьер поступил в Тулузский университет на медицинский факультет, одновременно работая в отделении неврологии и физиотерапии в больнице Гарша.
В 1975 году Пьер Дюкан, работавший врачом общей практики в Париже, столкнулся с первым случаем ожирения. В то время считалось, что с избыточным весом или ожирением лучше всего бороться путём употребления небольшого количества низкокалорийных продуктов. Пьер Дюкан придумал другой способ похудения, после которого пациенты больше не набирали лишний вес, — четырёхэтапный подход, включающий стабилизацию и консолидацию. После более чем двадцатилетних исследований Пьер Дюкан опубликовал их результаты в книге «Я не умею худеть».
В 2011 году французский суд отказал Дюкану в иске о клевете к диетологу и конкуренту Жану-Мишелю Коэну, после того как тот подверг его метод похудения критике в прессе.
В январе 2012 года Дюкан предложил, чтобы  выпускные школьные экзамены, которые сдаются 17-летними детьми, включали в себя тест, который можно пройти, просто оставаясь в рамках определённых показателей веса. Это замечание повлекло за собой дисциплинарные слушания.
В марте 2012 года Совет врачей Франции постановил, что Дюкан нарушил профессиональный кодекс, практикуя медицину как бизнес.
В мае 2012 года Дюкан был исключён из Совета врачей Франции по собственной просьбе.
В январе 2014 года Дюкан был исключён из врачебного реестра за коммерческое продвижение своей диеты.

## Семья
- Женат, сын — Александр, дочь — Майя.